# کرایسلر وی‌زی-۶
کرایسلر وی‌زی-۶ (به انگلیسی: Chrysler VZ-6) نام یک هواگرد عمودپرواز آزمایشی محصول کرایسلر آمریکا بود تا با پیاسکی وی‌زی-۸ جیپ هوایی و کورتیس-رایت وی‌زی-۷ برای رسیدن به ارتش آمریکا رقابت کند. ارتش آمریکا این محصول را آزمایش کرد که مشکلات زیادی نیز داشت. وزن این بالگرد زیاد و همچنین بی‌تعادل بود. در یک پرواز آزمایشی یکی از دو پیش‌نمونه سر و ته شد و روی زمین افتاد و خلبان توانست بدون آسیب دیدگی از آن فرار کند. پس از آزمایش‌ها هر دو پیش‌نمونه در سال ۱۹۶۰ بازیافت شدند.

## مشخصات
داده‌ها از 
ویژگی‌های عمومی
- خدمه: ۱
- طول: ۲۱ فوت ۶ اینچ (۶٫۵۵ متر)
- ارتفاع: ۵ فوت ۲ اینچ (۱٫۵۷ متر) [۷]
- وزن ناخالص: ۲٬۴۰۰ پوند (۱٬۰۸۹ کیلوگرم) [۷]
- پیشرانه: ۱ عدد  Lycoming, ۵۰۰ اسب بخار (۳۷۰ کیلووات)
- قطر روتور اصلی: ۲ عدد ۸ فوت ۶ اینچ (۲٫۵۹ متر)